# 第48回日本アカデミー賞
第48回日本アカデミー賞は、2025年（令和7年）3月14日に授賞式が行われた日本の映画賞。
優秀俳優賞と新人俳優賞は1月21日に発表され、『正体』が最多の12部門13賞、『キングダム 大将軍の帰還』と『ラストマイル』が10部門、『侍タイムスリッパー』が7部門とつづいた。
『キングダム 大将軍の帰還』は助演男優賞を含む最多4部門を受賞し、その他、『正体』が監督賞、主演男優賞、助演女優賞を含む3部門、『侍タイムスリッパー』が作品賞を含む2部門を受賞した。
また、今回から正賞部門に含まれない職能スタッフの中で特に優れた貢献を示した技術者を顕彰する「クリエイティブ貢献賞」とその年の最も印象に残る主題歌を担当したアーティストを顕彰する「主題歌賞」が新設された。

## 授賞式司会
- 羽鳥慎一（フリーアナウンサー）
- 安藤サクラ（女優、前回最優秀主演女優賞・最優秀助演女優賞を受賞）

## 受賞者
最優秀賞受賞者は各項目最上段に太字でダブルダガー () 付きのものである。
| 作品賞 - 侍タイムスリッパー - キングダム 大将軍の帰還 - 正体 - 夜明けのすべて - ラストマイル | アニメーション作品賞 - ルックバック - がんばっていきまっしょい - 機動戦士ガンダムSEED FREEDOM - 劇場版ハイキュー!! ゴミ捨て場の決戦 - 名探偵コナン 100万ドルの五稜星                                                                        |
| 監督賞 - 藤井道人 - 『正体』 - 佐藤信介 - 『キングダム 大将軍の帰還』 - 塚原あゆ子 - 『ラストマイル』 - 三宅唱 - 『夜明けのすべて』 - 安田淳一 - 『侍タイムスリッパー』                                                               | 脚本賞 - 野木亜紀子 - 『ラストマイル』 - 入江悠 - 『あんのこと』 - 大島里美 - 『九十歳。何がめでたい』 - 小寺和久/藤井道人 - 『正体』 - 野木亜紀子 - 『カラオケ行こ!』 - 安田淳一 - 『侍タイムスリッパー』                                  |
| 主演男優賞 - 横浜流星 - 『正体』 : 鏑木慶一役 - 綾野剛 - 『カラオケ行こ!』 : 成田狂児役 - 草彅剛 - 『碁盤斬り』 : 柳田格之進役 - 山口馬木也 - 『侍タイムスリッパー』 : 高坂新左衛門役 - 山﨑賢人 - 『キングダム 大将軍の帰還』 : 信役 | 主演女優賞 - 河合優実 - 『あんのこと』 : 香川杏役 - 石原さとみ - 『ミッシング』 : 沙織里役 - 上白石萌音 - 『夜明けのすべて』 : 藤沢美紗役 - 草笛光子 - 『九十歳。何がめでたい』 : 佐藤愛子役 - 満島ひかり - 『ラストマイル』 : 舟渡エレナ役 |
| 助演男優賞 - 大沢たかお - 『キングダム 大将軍の帰還』 : 王騎役 - 内野聖陽 - 『八犬伝』 : 葛飾北斎役 - 岡田将生 - 『ラストマイル』 : 梨本孔役 - 佐藤二朗 - 『あんのこと』 : 多々羅保役 - 山田孝之 - 『正体』 : 又貫征吾役              | 助演女優賞 - 吉岡里帆 - 『正体』 : 安藤沙耶香役 - 芦田愛菜 - 『はたらく細胞』 : 漆崎日胡役 - 清原果耶 - 『碁盤斬り』 : お絹役 - 土屋太鳳 - 『八犬伝』 : 伏姫役 - 山田杏奈 - 『正体』 : 酒井舞役                                             |
| 撮影賞 - 佐光朗 - 『キングダム 大将軍の帰還』 - 川上智之 - 『正体』 - 関毅 - 『ラストマイル』 - 相馬大輔 - 『ゴールデンカムイ』 - 安田淳一 - 『侍タイムスリッパー』                                                                   | 照明賞 - 加瀬弘行 - 『キングダム 大将軍の帰還』 - 上野甲子朗 - 『正体』 - 川里一幸 - 『ラストマイル』 - 佐藤浩太 - 『ゴールデンカムイ』 - 土居欣也/はのひろし/安田淳一 - 『侍タイムスリッパー』                                             |
| 音楽賞 - 世武裕子 - 『カラオケ行こ!』 - 大間々昂 - 『正体』 - 得田真裕 - 『ラストマイル』 - やまだ豊 - 『キングダム 大将軍の帰還』 - Face 2 fAKE - 『はたらく細胞』                                                                   | 美術賞 - 三浦真澄 - 『はたらく細胞』 - 磯見俊裕/露木恵美子 - 『ゴールデンカムイ』 - 沖原正純 - 『十一人の賊軍』 - 小澤秀高 - 『キングダム 大将軍の帰還』 - 松本真太朗 - 『正体』                                                            |
| 録音賞 - 横野一氏工 - 『キングダム 大将軍の帰還』 - 浦田和治 - 『十一人の賊軍』 - 金杉貴史 - 『はたらく細胞』 - 西條博介 - 『ラストマイル』 - 米澤徹 (録音)/浜田洋輔 (整音) - 『正体』                                                | 編集賞 - 安田淳一 - 『侍タイムスリッパー』 - 板部浩章 - 『ラストマイル』 - 今井剛 - 『キングダム 大将軍の帰還』 - 古川達馬 - 『正体』 - 松尾浩 - 『はたらく細胞』                                                                           |
| 外国作品賞 - 『オッペンハイマー』 - 『哀れなるものたち』 - 『関心領域』 - 『シビル・ウォー アメリカ最後の日』 - 『花嫁はどこへ?』 | |

| 新人俳優賞 - 齋藤飛鳥 - 『【推しの子】-The Final Act-』 : 星野アイ役 - 渋谷凪咲 - 『あのコはだぁれ?』 : 君島ほのか役 - 山田杏奈 - 『ゴールデンカムイ』 : アシㇼパ役、『正体』 : 酒井舞役 - 赤楚衛二 - 『六人の嘘つきな大学生』 : 波多野祥吾役、『もしも徳川家康が総理大臣になったら』 : 坂本龍馬役 - 板垣李光人 - 『八犬伝』 : 犬坂毛野役、『はたらく細胞』 : 新米赤血球役、『陰陽師0』 : 帝役 - 越山敬達 - 『ぼくのお日さま』 : タクヤ役 - 齋藤潤 - 『カラオケ行こ!』 : 岡聡実役 - 森本慎太郎 - 『正体』 : 野々村和也役 |
| クリエイティブ貢献賞 - 大庭信正/松本吉正/柳澤武 - 『ゴールデンカムイ』装飾 - 『ルックバック』原動画スタッフ |
| 第48回特別賞 - 『キングダム 大将軍の帰還』VFXチーム |
| 主題歌賞 - Mrs. GREEN APPLE - 『ディア・ファミリー』主題歌「Dear」 |
| 協会特別賞 - 市丸洋 (装飾・小道具) - 河東努 (ドルビーサウンドコンサルタント) - 百瀬達夫 (塗装・エイジング) - 森賢正 (ラインプロデューサー) |
| 会長功労賞 - 倉本聰 (脚本) - 木村大作 (監督・撮影) - 里見浩太朗 (俳優) - 渡辺美佐子 (俳優) |
| 会長特別賞 - 小原乃梨子 (声優) - 大山のぶ代 (声優) |
| 協会栄誉賞 - 西田敏行 |
| 話題賞 - 作品部門 - 『帰ってきた あぶない刑事』 - 俳優部門 - 森本慎太郎 - 『正体』 : 野々村和也役 |

### 複数の部門での最優秀賞受賞・優秀賞受賞作品
| 優秀賞受賞数 | 作品                        |
| ------------ | --------------------------- |
| 12部門13賞   | 『正体』                    |
| 10部門       | 『キングダム 大将軍の帰還』 |
| 10部門       | 『ラストマイル』            |
| 7部門        | 『侍タイムスリッパー』      |
| 5部門        | 『はたらく細胞』            |
| 3部門        | 『あんのこと』              |
| 3部門        | 『カラオケ行こ!』           |
| 3部門        | 『ゴールデンカムイ』        |
| 3部門        | 『夜明けのすべて』          |
| 2部門        | 『九十歳。何がめでたい』    |
| 2部門        | 『碁盤斬り』                |
| 2部門        | 『十一人の賊軍』            |
| 2部門        | 『八犬伝』                  |

| 最優秀賞受賞数 | 作品                        |
| -------------- | --------------------------- |
| 4              | 『キングダム 大将軍の帰還』 |
| 3              | 『正体』                    |
| 2              | 『侍タイムスリッパー』      |

## 授賞式中継
時刻はいずれもJST。

### テレビ
- 日本テレビ系列（地上波、中継録画）
  - 3月14日（金）21:00 - 22:54
  - 授賞式会場の別室からナビゲーターとして若林正恭（お笑いタレント、オードリー）と佐藤栞里が出演し、VTRのナレーションとして前年に最優秀主演男優賞を受賞した役所広司が担当した。
  - 3月8日（土）15:00 - 16:00には羽鳥慎一、浮所飛貴、王林、長谷川忍、石川みなみ（日本テレビアナウンサー）が出演する事前特番『クイズ!日本アカデミー賞 歴代名場面&豪華俳優陣』が関東ローカルで放送された。
- 日テレプラス（CS放送）
  - 3月29日（土）19:00 - 22:30 （地上波放送分に未公開シーンを加えた"完全版"）

### 配信
- TVer[6]
  - 授賞式当日である3月14日（金）には「ウェルカムレセプション」と「レッドカーペット」のライブ配信、授賞式の地上波放送がリアルタイム配信された。
  - その他にも演技部門と新人俳優賞受賞者の出演ドラマや過去の名スピーチ集、新人俳優賞の受賞者全員のロングインタビューなど、オリジナルコンテンツも配信された。

### ラジオ
- ニッポン放送（NRN系列33局ネット、中継収録）
  - 3月14日（金）27:00 - 29:00『オールナイトニッポン0(ZERO) 〜第48回日本アカデミー賞スペシャル〜』として放送。
  - スタジオ部分にはパーソナリティとしてコトブキツカサ、アシスタントとして内田雄基（ニッポン放送アナウンサー）がそれぞれ出演。